# Николай (Шеметилло)
Епископ Николай (в миру — Николай Иванович Шемети́лло, бел. Мікалай Іванавіч Шамяціла; 1877, село Оброво, Пинский уезд, Минская губерния — 1933, Минск) — священнослужитель Русской православной церкви, епископ Слуцкий, викарий Минской епархии.

## Биография
Родился в 1877 году в небольшом селе Оброво Пинского уезда, в семье потомственного священника Иоанна Шеметилло, которому тогда было 27 лет.
В 1878 году о. Иоанна Шеметилло перевели на лучший приход — к церкви в честь Покрова Божьей Матери села Плотница, за которой числилось шесть приписных часовен. В Плотнице и прошло детство Николая Шеметилло. Кроме него у отца Иоанна было три сына и четыре дочери. С детских лет Николай посещал местный приходской храм, прислуживал в нём своему отцу, пел в церковном хоре.
В юности Николай Шеметилло окончил Пинское Духовное Училище, затем — Минскую Духовную Семинарию (1897). Вступил в брак и был рукоположен во иерея (1899). Назначен настоятелем в Параскево-Пятницкий храм деревни Месятичи Пинского уезда. Преподавал Закон Божий в Минском женском училище на ул. Широкой (1902), был настоятелем Свято-Троицкого храма в деревне Белоуша Пинского уезда (1903).
Отличаясь большими способностями, поступил в Московскую Духовную Академию, где учился на одном курсе с Павлом Флоренским. За время обучения в Академии (1904—1908) в совершенстве овладел несколькими иностранными языками, а также глубоко изучил древнееврейский, древнегреческий и латинский языки, и мог свободно читать на них Библию. Кандидат богословия.
По возвращении домой служил в церкви во имя святого Архистратига Михаила в Слуцке.
Приход оказался значительным по размерам и отец Николай, вступив в должность его настоятеля, должен был приложить много сил и труда для духовного окормления своих прихожан.
В 1911 году за усердие в пастырском служении он получил свою первую награду — набедренник. Затем последовали другие награды: камилавка, наперсный крест.
22 апреля 1914 года он был назначен настоятелем слуцкого Свято-Николаевского собора и возведён в сан протоиерея. Одновременно приступил к исполнению обязанностей председателя Слуцкого отделения Епархиального Училищного Совета, который ведал состоянием духовного образования в Слуцком уезде. Овдовел.
После революции он продолжал жить в Слуцке.
Во время польской оккупации, в 1919—1920 годы, говорил патриотические проповеди, высказывал идеи национального возрождения, поддерживал Слуцкий белорусский комитет, культурно-просветительскую организацию «Папараць-кветка». В начале 1920-х идейно сблиизился с автокефалистами.
В марте 1923 года митрополит Мелхиседек (Паевский) в сослужении ещё одного епископа (неясно какого) хиротонисал его во епископы, назначив на Слуцкую викарную кафедру. Боролся с обновленческим расколом.
В августе 1926 года в отношении епископа Николая (Шеметилло), а также священников Василия Павлюкевича и Михаила Лукашевича было возбуждено уголовное дело. Оно продолжалось почти целый год и завершилось тем, что владыка Николай и о. Василий были отпущены за недоказанностью «преступления», а священник Михаил Лукашевич, особенно остро выступавший на собрании, решением Особого Совещания Коллегии ОГПУ от 17 июня 1927 года был приговорен к трем годам ссылки в город Гадяч Полтавского округа.
Жил на частной квартире по Воскресенскому переулку вместе со своим сыном и старушкой-служанкой, помогавшей ему в уходе за ребёнком. Достигнув совершеннолетия, его сын Борис стал служить псаломщиком в Свято-Николаевском соборе. В 1929 году сына арестовали и он был заключен на три года в концлагерь. После освобождения принял сан иерея. Затем вновь был арестован, выслан в Западную Сибирь. После освобожления проживал в Астрахани..
Пережил инсульт. По словам священника Валериана Новицкого, расстрелянного в 1930 году, к концу 20-х годов владыка «совершенно оглох от нервных потрясений». Тем не менее, до последних дней своей жизни на свободе, он неукоснительно исполнял свои архипастырские обязанности: часто совершал богослужения, рукополагал новых кандидатов во священный сан, и при этом жил очень скромно, постоянно помогая нуждающимся, чем только мог.
16 марта 1933 года был арестован в Слуцке, по Крестьянскому переулку, 5. Одновременно власти закрыли Свято-Николаевский собор. Вместе с епископом свободы лишили всех священников, служивших в Слуцке и поблизости от него (20 человек), а также отдельных, наиболее активных прихожан, посещавших собор. Все они попали в поле действия особо мощной волны арестов, прокатившейся по многим весям и городам Восточной Беларуси в феврале-марте 1933 года.
В протоколе допроса епископа Николая (Шеметилло) говорилось о том, что возглавляя так называемый «слуцкий филиал контрреволюционной организации „Иезуит“», он привлек в него многих представителей духовенства Слуцкого района, а кроме того, имел намерение вернуть под свою юрисдикцию ранее отколовшихся обновленцев во главе с их «архиереем» Савватием (Зосимовичем).
Во время допроса выяснилось, что владыка Николай нередко довольно нелицеприятно высказывался о тех порядках, которые существовали в то время.
Находясь в заключении, епископ Николай не устрашился в конце протокола допроса сделать приписку следующего содержания: «Хотя царя и кулаков нет, но священников советская власть никогда не уничтожит, потому что если одних арестуют, то снизу, из народной массы, будут вырастать новые лица духовного звания. Сама жизнь настоящего времени характерна какой-то стихией, повсюду народ грабят, возрастает преступность, но пройдет время и советская власть обратится за помощью для религиозно-нравственного воспитания к духовенству. Никакое оружие ничего этого не уничтожит».
После долгих допросов, заседанием Особой Тройки НКВД от 9 июня 1933 года, епископ Николай (Шеметилло) был приговорен к заключению в концлагерь сроком на восемь лет.
Относительно последних дней его жизни существует две версии. Согласно одной из них, он умер от сыпного тифа 23 июня 1933 года, находясь на лечении в 3-й Советской больнице Минска. Об этом говорит медицинская справка, хранящаяся в его «следственном деле». Других свидетельств на этот счёт нет.
Согласно другой версии, епископ Николай был расстрелян. Очевидцем его расстрела, происходившего на окраине города, случайно оказался один верующий железнодорожник, который знал епископа Николая в лицо. Этот железнодорожник запомнил место расстрела, где владыка был закопан конвойными из Минской тюрьмы НКВД. Через друзей железнодорожник достал священническое облачение. Вместе с ними, ночью, тайно откопал могилу и облачил владыку, тогда же похоронив. Происходило это на бывшем немецком кладбище, которое после окончания войны было превращено в сквер вблизи улицы им. Петра Куприянова.
Реабилитирован 17 июля 1989 г. прокуратурой БССР.

## Комментарии
1. ↑  Яков был настоятелем в местечке Погост, благочинным Игуменского уезда. 
Феофан (1880—?) служил в Слуцком уезде. В 1930-е арестован, осуждён на 10 лет лагерей, но освобождён. Дальнейшая судьба неизвестна. Реабилитирован в 1969 году.  
 Феодора Пронько (1865—?) арестована в 1933 году, осуждена к высылке за переделы БССР. Дальнейшая судьба неизвестна.
2. ↑  1900, Слуцк — 1983, Пятигорск. Реабилитирован в 1992 году.